# Guerrilla Games
Guerrilla Games (dawniej Lost Boys Games) – holenderski producent gier komputerowych, będący jednostką zależną Sony Interactive Entertainment. Studio najbardziej znane jest z serii gier Killzone przeznaczonych na konsole PlayStation.

## Historia
Spółka rozpoczęła działalność jako część holenderskiego multimedialnego konglomeratu Lost Boys, gdzie operowała pod nazwą Lost Boys Games. Powstało z połączenia trzech niezależnych holenderskich deweloperów, do których zaliczało się Orange Games założone przez Arjana Brussee i Digital Infinity, którego twórcą był Arnout van der Kamp. Przez następne trzy i pół roku studio wyprodukowało cztery gry, po dwie na konsole Game Boy Color i Game Boy Advance.
W połowie 2003 roku z powodu zmian w korporacji studio zostało sprzedane Media Republic, nowego przedsięwzięcia zapoczątkowanego przez jednego z założycieli Lost Boys - Michiela Mola, a w lipcu zmieniono jego nazwę na Guerilla Games. Deweloper szybko rozpoczął prace nad nowymi grami: Killzone we współpracy z Sony Computer Entertainment na konsolę PlayStation 2 oraz ShellShock: Nam ’67 we współpracy z Eidos Interactive na konsole PlayStation 2, Xbox, i komputery osobiste. Obydwa tytuły zostały wydane w następnym roku i zebrały ciepłe recenzje, jednakże Killzone cieszył się ogromnym zainteresowaniem już przed premierą. Pomimo słabych recenzji i niepochlebnych ocen mediów, gra sprzedała się w ponad milionowym nakładzie, zdobywając uznanie w Stanach Zjednoczonych i Europie. Dzięki temu sukcesowi, firma podpisała w 2004 roku umowę z Sony Computer Entertainment, w której zobowiązywała się do tworzenia gier wyłącznie na konsole tej firmy, czyli PlayStation 2, PlayStation 3 i PlayStation Portable. Gra ShellShock: Nam ’67 została sprzedana w nakładzie 900 tysięcy egzemplarzy. 
W maju 2005 roku firma cieszyła się dużym zainteresowaniem i krytyką, zarówno pozytywną jak i negatywną, w związku z wydaniem pierwszego trailera gry Killzone 2 w trakcie konferencji Sony na targach E3, kiedy po raz pierwszy zaprezentowano konsolę PlayStation 3. Sceptycyzm i niechęć zarówno do gry, jak i okoliczności jej prezentacji odbiły się negatywnie i doprowadziły do złączenia firmy z pozostałymi deweloperami Sony Computer Entertainment pomimo jej krótkiej historii i niewielkiej ilości wydanych gier. W grudniu tego samego roku Sony oficjalnie potwierdziło nabycie Guerrilla Games.

## Gry wyprodukowane przez studio
| Tytuł gry                                 | Data wydania         | Platforma                             | Uwagi                                          |
| ----------------------------------------- | -------------------- | ------------------------------------- | ---------------------------------------------- |
| Rhino Rumble                              | 2000                 | Game Boy Color                        | wydana jeszcze jako gra studia Lost Boys Games |
| Spongebob Squarepants                     | 2000                 | PlayStation                           | wydana jeszcze jako gra studia Lost Boys Games |
| Tiny Toon Adventures: Dizzy's Candy Quest | październik 2001     | Game Boy Color                        | wydana jeszcze jako gra studia Lost Boys Games |
| Invader                                   | 2002                 | Game Boy Advance                      | wydana jeszcze jako gra studia Lost Boys Games |
| Black Belt Challenge                      | 2002                 | Game Boy Advance                      | wydana jeszcze jako gra studia Lost Boys Games |
| ShellShock: Nam ’67                       | 14 września 2004     | PlayStation 2, Windows, Xbox          |                                                |
| Killzone                                  | 2 listopada 2004     | PlayStation 2                         |                                                |
| Killzone: Liberation                      | 31 października 2006 | PlayStation Portable                  |                                                |
| Killzone 2                                | 27 lutego 2009       | PlayStation 3                         |                                                |
| Killzone 3                                | 22 lutego 2011       | PlayStation 3                         |                                                |
| Killzone: Mercenary                       | 13 września 2013     | PlayStation Vita                      |                                                |
| Killzone: Shadow Fall                     | 15 listopada 2013    | PlayStation 4                         |                                                |
| Horizon Zero Dawn                         | 28 lutego 2017       | PlayStation 4                         |                                                |
| Horizon Forbidden West                    | 18 lutego 2022       | PlayStation 4, PlayStation 5, Windows |                                                |
| Horizon Call of the Mountain              | 22 lutego 2023       | PlayStation 5                         | stworzone przy współpracy z Firesprite         |